# Zichuan

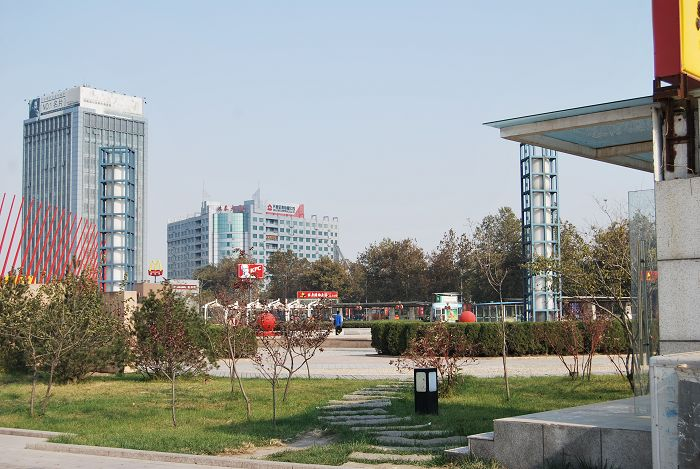
Der Liquan-Platz im Zentrum von Zichuan

Zichuan (chinesisch 淄川区, Pinyin Zīchuān Qū) ist ein chinesischer Stadtbezirk in der Provinz Shandong. Er gehört zum Verwaltungsgebiet der bezirksfreien Stadt Zibo. Zichuan hat eine Fläche von 960 km² und zählt 731.848 Einwohner (Stand: Zensus 2010).

## Lage
Der Bezirk befindet sich im Zentrum der Stadt Zibo zwischen 117° 41' und 118° 14' östlicher Länge und 36° 22' bis 36° 45' nördlicher Breite. Er grenzt im Süden an den Stadtbezirk Boshan, im Westen an die Stadt Zhangqiu, im Norden an die drei verbundenen Stadtbezirke Zhoucun, Zhangdian und Linzi, im Osten an die kreisfreie Stadt Qingzhou und im Südosten an die Kreise Linqu und Yiyuan. Seine Ausdehnung von Ost nach West beträgt 49 km, von Nord nach Süd sind es 42 km.

## Geschichte
Vor dem Zusammenschluss mit Boshan war Zichuan eine alte, eigenständige Stadt und Verwaltungszentrum. Im zweiten Jahrhundert v. Chr. wurde in der Gegend der Kreis Banyang gebildet, welcher im 3. Jahrhundert n. Chr. außer Kraft trat und im 5. Jahrhundert wieder unter dem Namen Beiqiu in Erscheinung trat. 598 erhielt er den Namen Zichuan nach dem gleichnamigen Verwaltungssitz. Die Stadt konnte von ihrer günstigen Lage an einer Handelsroute profitieren, die vom nördlichen Rand des Tai Shan übers Gebirge in das Tal durch Boshan führte.

## Administrative Gliederung
Auf Gemeindeebene setzt sich der Stadtbezirk aus vier Straßenvierteln, vierzehn Großgemeinden und drei Gemeinden zusammen. 

## Persönlichkeiten
- Pu Songling (1640–1715), Schriftsteller